# Corticaria obsoleta
Corticaria obsoleta är en skalbaggsart som beskrevs av Embrik Strand 1940. Corticaria obsoleta ingår i släktet Corticaria, och familjen mögelbaggar. Arten är reproducerande i Sverige.